# Ava Michelle
Ava Michelle Cota, född 10 april 2002 i Fenton i Michigan, är en amerikansk skådespelerska, dansare, sångerska och modell. Hon är mest känd för rollen som Jodi Kreyman i Netflixfilmerna Tall Girl och Tall Girl 2. Hon har även medverkat i två säsonger av TV-programmet Dance Moms. Ava har varit öppen med den mobbing och de fördomar hon haft och mött hela sin uppväxt för sin längd som nu gjort henne känd, Ava är 1.87 lång.